# Rinorea longipes
Rinorea longipes (Tul.) Baill. – gatunek roślin z rodziny fiołkowatych (Violaceae). Występuje endemicznie na Madagaskarze. 

## Morfologia
PokrójZimozielony krzew.
LiścieBlaszka liściowa ma owalnie lancetowaty lub podługowato-lancetowaty kształt. Mierzy 6–8 cm długości oraz 1–3,8 cm szerokości, jest karbowana na brzegu, ma zbiegającą po ogonku nasadę i spiczasty wierzchołek. Przylistki są trójkątne i osiągają 1 mm długości. Ogonek liściowy jest nagi i ma 5–10 mm długości.
KwiatyZebrane w gronach wyrastających z kątów pędów. Mają działki kielicha o owalnym kształcie i dorastające do 2 mm długości. Płatki są podługowato-lancetowate, mają białą barwę oraz 3 mm długości.
OwoceTorebki mierzące 20 mm długości, o jajowatym kształcie.